# Kapela Mbiyavanga
Kapela Mbiyavanga (n. Kinshasa, 12 de febrero de 1976) es un exfutbolista y actual entrenador del União SC do Uíge de Angola, que juega en la Girabola.

## Biografía
En 1994 cuando contaba con 18 años fichó por el DC Motema Pembe de su país natal. Permaneció en el club un total de cinco temporadas, llegando a ganar 3 Linafoot y la Recopa Africana de la edición de 1994. Tras marcharse del club en el mercado invernal del año 2000, fichó por el Atlético Petróleos Luanda de Angola. El año de su debut consiguió ganar la Girabola y la Copa angoleña de fútbol. Posteriormente, repitió ambos títulos, en 2001 y 2002 respectivamente. Además en 2002 ganó también la Supercopa de Angola. Estuvo un año cedido en el Maritzburg United FC de Sudáfrica, volviendo de nuevo al club en 2006. También jugó un año en calidad de cedido en el CD Primeiro de Agosto, para finalmente ser traspasado en 2008 por dos años al Kabuscorp SC do Palanca, club en el que se retiró como futbolista en 2010. El mismo año de su retiro, y el mismo club que le vio colgar las botas, le ofreció el cargo de segundo entrenador, cargo que ocupó durante un año. Finalmente el União SC do Uíge se hizo con sus servicios como primer entrenador para la temporada 2011/2012, y de nuevo fichado por el club en mayo de 2014.

## Selección nacional
Hizo su debut para la selección en 1995, justo un año después de su debut como futbolista. Jugó un total de 53 partidos, llegando a marcar quince goles para la selección. Además disputó la Copa Africana de Naciones 2002, quedando eliminado en los cuartos de final. El mismo año disputó la clasificación para la Copa Mundial de Fútbol de 2002, quedando de nuevo eliminado tras quedar tercero en su grupo.

## Clubes

### Como futbolista
| Club                           | País                            | Año       |
| ------------------------------ | ------------------------------- | --------- |
| DC Motema Pembe                | República Democrática del Congo | 1994-1999 |
| Atlético Petróleos Luanda      | Angola                          | 2000-2005 |
| Maritzburg United FC (cedido)  | Sudáfrica                       | 2005-2006 |
| Atlético Petróleos Luanda      | Angola                          | 2006-2007 |
| CD Primeiro de Agosto (cedido) | Angola                          | 2007-2008 |
| Kabuscorp SC do Palanca        | Angola                          | 2008-2010 |

### Como entrenador
| Club                                         | País   | Año       |
| -------------------------------------------- | ------ | --------- |
| Kabuscorp SC do Palanca (Segundo entrenador) | Angola | 2010-2011 |
| União SC do Uíge                             | Angola | 2011-2012 |
| União SC do Uíge                             | Angola | 2014-     |

## Palmarés

### Como futbolista

#### Campeonatos nacionales
| Título                  | Club                      | País                            | Año  |
| ----------------------- | ------------------------- | ------------------------------- | ---- |
| Linafoot                | DC Motema Pembe           | República Democrática del Congo | 1996 |
| Linafoot                | DC Motema Pembe           | República Democrática del Congo | 1998 |
| Linafoot                | DC Motema Pembe           | República Democrática del Congo | 1999 |
| Girabola                | Atlético Petróleos Luanda | Angola                          | 2000 |
| Girabola                | Atlético Petróleos Luanda | Angola                          | 2001 |
| Copa angoleña de fútbol | Atlético Petróleos Luanda | Angola                          | 2000 |
| Copa angoleña de fútbol | Atlético Petróleos Luanda | Angola                          | 2002 |
| Supercopa de Angola     | Atlético Petróleos Luanda | Angola                          | 2002 |

#### Campeonatos internacionales
| Título          | Club            | País                            | Año  |
| --------------- | --------------- | ------------------------------- | ---- |
| Recopa Africana | DC Motema Pembe | República Democrática del Congo | 1994 |